# Carex sphaerogyna
Carex sphaerogyna là một loài thực vật có hoa trong họ Cói. Loài này được Baker mô tả khoa học đầu tiên năm 1883.